# دانیل السنر
 دانیل السنر (انگلیسی: Daniel Elsner؛ زادهٔ ۴ ژانویهٔ ۱۹۷۹) یک تنیس‌باز اهل آلمان است.